# کروموزوم ۱۳ (انسان)

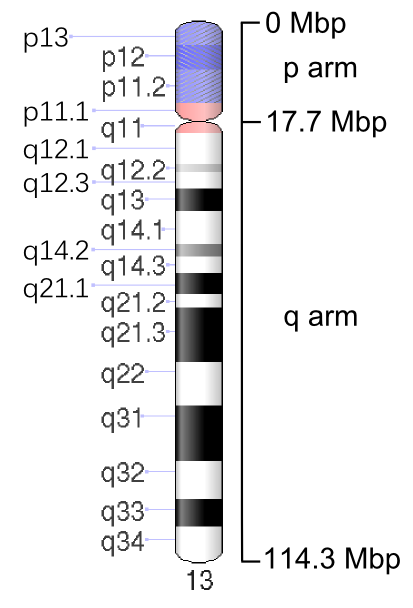
ایدئو گرام کروموزوم ۱۳ (انسان). MBP به معنی مگا جفت باز است. برای مشاهدهٔ دیگر منابع جایگاه کروموزومی را ببینید.

کروموزوم ۱۳ انسان، در کنار کروموزوم‌های دیگر، یکی از ۲۳ جفت کروموزوم در انسان است. انسان‌ها به روال معمول دو نسخه از این کروموزوم را دارند. کروموزوم ۱۳  از بیش از ۱۱۴ میلیون جفت باز (اجزای تشکیل‌دهندهٔ دی‌ان‌ای) تشکیل یافته و در برگیرندهٔ بین ۳٫۵ تا ۴ درصد از کل دی‌ان‌ای در سلول‌های انسان است.
شناسایی هویت ژن‌ها در هر کروموزوم یکی از زمینه‌های فعال در پژوهش‌های ژنتیکی است. پژوهش‌گران از روش‌های مختلفی برای پیش‌بینی تعداد ژن در هر کروموزوم استفاده می‌کنند، از این رو، شمار تخمینی ژن‌ها در هر کروموزوم همیشه یکسان نیست. دانشمندان بر این باورند که کروموزوم ۱۳ به احتمال زیاد در بر گیرندهٔ بین ۳۰۰ و ۷۰۰ ژن است. (تخمین تازه‌تر شمار ژن‌های این کروموزوم در جعبه اطلاعات ثبت است)